# Heinrich von Bieler

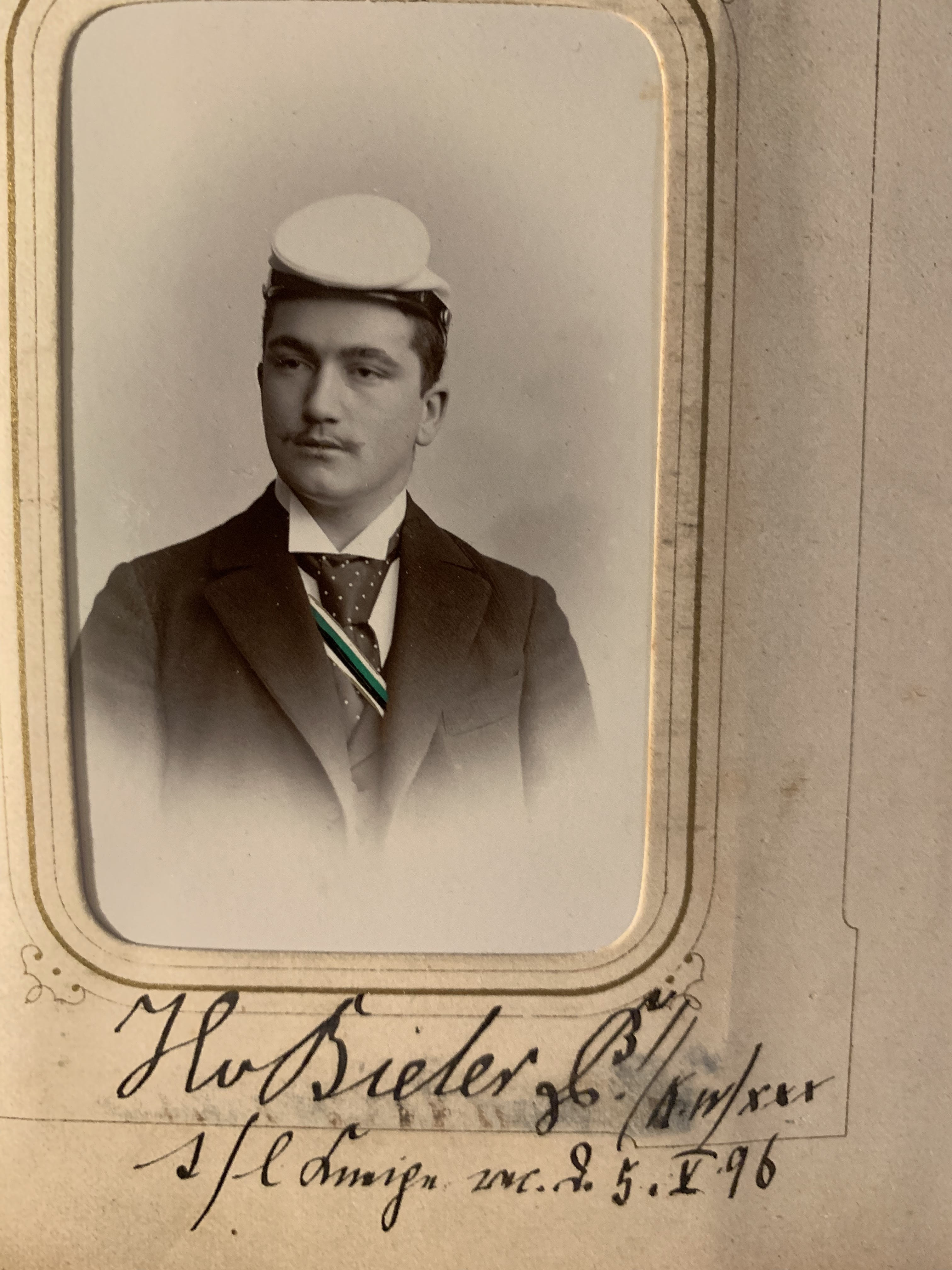
Heinrich von Bieler

Heinrich von Bieler (* 9. März 1877; † 1945) war ein deutscher Verwaltungsjurist.

## Leben
Die bürgerlichen Vorfahren haten mit Melno, Lindenau und Frankenhayn Grundbesitz bei Rheden in Westpreußen. Bielers Vater Eugen von Bieler erhielt 1893 zu Berlin den preußischen Adelsstand, war Landschaftsdirektor, Mitglied des Preußischen Herrenhauses und kgl. preuß. Oberleutnant der Garde-Landwehr-Kavallerie. Seine Mutter war Helene von Hennig, sie stammte von einem Gut bei Posen, Dembowalonka. Heinrich von Bieler hatte mehrere Geschwister, zwei Schwestern und den Bruder Harald, der u. a. Syndikus bei den Kaliwerken Aschersleben war und zuvor kgl. preuß. Referendar und Leutnant a. D., mit Wohnsitz in Berlin.
Heinrich von Bieler studierte an der Ruprecht-Karls-Universität Heidelberg Rechtswissenschaft. 1896 wurde er mit Leo von Busse im Corps Saxo-Borussia Heidelberg recipiert. Nach den Examen und der Promotion zum Dr. iur. trat er in die innere Verwaltung Preußens. Zunächst war er Regierungsassessor beim Oberpräsidium in Königsberg i. Pr. Im Dezember 1910 wurde er kommissarisch, im Juni 1911 endgültig zum Landrat im Kreis Braunsberg ernannt. Kurz nach dem Kapp-Putsch, am 1. April 1920, wurde er in den Ruhestand versetzt. Er zog sich auf sein Rittergut in Königlich Lindenau im Landkreis Graudenz zurück.
Beim Einmarsch der Roten Armee in das Gebiet des (seit 1939 wieder deutschen) Polnischen Korridors wurde er verschleppt. Über sein weiteres Schicksal ist nichts bekannt. Verheiratet war er mit Bertha geb. von Boddien. Sie hatten vier Kinder, Gerda, Hans Hasso, Ursula und Christa, geboren von 1911 bis 1917. Bertha von Bieler, Jahrgang, 1889, Tochter des Karl von Boddien und der Berta Dorothea von Sanden, lebte in den 1950er Jahren bei München.

## Genealogie
- Gothaisches Genealogisches Taschenbuch der Briefadeligen Häuser. 1915. Neunter Jahrgang, Justus Perthes, Gotha 1914, S. 81 f.
- Gothaisches Genealogisches Taschenbuch der Adeligen Häuser. Alter Adel und Briefadel. 1921. Fünfzehnter Jahrgang, Justus Perthes, Gotha 1920, S. 57., In: Internet Archive.
- Gothaisches Genealogisches Taschenbuch der Adeligen Häuser. Zugleich Adelsmatrikel der D.A.G. Teil B (Briefadel). 1939. Neununddreißigster Jahrgang, Justus Perthes, Gotha 1938. Siehe: FamilySearch.